# New Rockford
New Rockford és una població dels Estats Units a l'estat de Dakota del Nord. Segons el cens del 2000 tenia 1.463 habitants.

## Demografia
Segons el cens del 2000, New Rockford tenia 1.463 habitants, 651 habitatges, i 378 famílies. La densitat de població era de 374,1 hab./km².
Dels 651 habitatges en un 24,7% hi vivien nens de menys de 18 anys, en un 49,8% hi vivien parelles casades, en un 6,1% dones solteres, i en un 41,8% no eren unitats familiars. En el 39,3% dels habitatges hi vivien persones soles el 24,7% de les quals corresponia a persones de 65 anys o més que vivien soles. El nombre mitjà de persones vivint en cada habitatge era de 2,13 i el nombre mitjà de persones que vivien en cada família era de 2,84.
Per edats la població es repartia de la següent manera: un 20,8% tenia menys de 18 anys, un 6,4% entre 18 i 24, un 21,3% entre 25 i 44, un 21,9% de 45 a 60 i un 29,7% 65 anys o més.
L'edat mediana era de 46 anys. Per cada 100 dones de 18 o més anys hi havia 80 homes.
La renda mediana per habitatge era de 28.042 $ i la renda mediana per família de 43.438 $. Els homes tenien una renda mediana de 26.080 $ mentre que les dones 19.219 $. La renda per capita de la població era de 16.444 $. Entorn del 6,2% de les famílies i el 9% de la població estaven per davall del llindar de pobresa.

## Poblacions més properes
El següent diagrama mostra les poblacions més properes.